# Weihwasserbecken (Parnes)

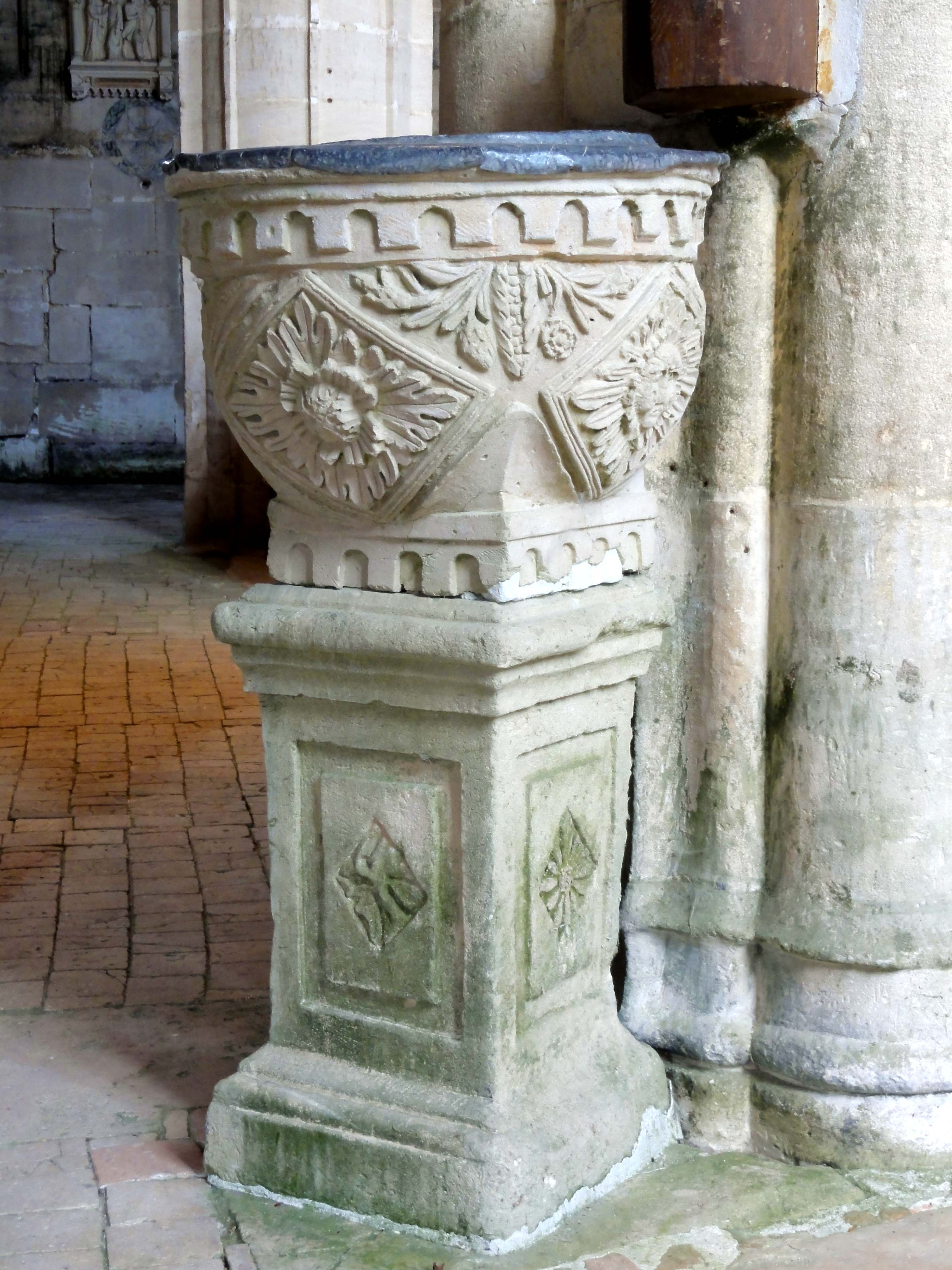
Weihwasserbecken in Parnes

Das Weihwasserbecken in der katholischen Pfarrkirche St-Josse in Parnes, einer französischen Gemeinde im Département Oise in der Region Hauts-de-France, wurde im ersten Viertel des 17. Jahrhunderts von einer unbekannten Werkstatt geschaffen.
Im Jahr 1912 wurde das Weihwasserbecken als Monument historique in die Liste der geschützten Objekte (Base Palissy) in Frankreich aufgenommen.
Das einen Meter hohe Weihwasserbecken aus Stein steht auf einem rechteckigen Sockel, der auf allen Seiten mit floralen Reliefs in einem rechteckigen Rahmen geschmückt ist. Im aufgesetzten Steinbecken ist ein Bleigefäß eingelassen.
Das runde Becken ist ringsum mit Blüten in Rauten versehen, oben und unten wird es von einem Zackenfries abgeschlossen.